# 拉果乡
拉果乡，是中华人民共和国四川省凉山彝族自治州布拖县下辖的一个乡镇级行政单位。2021年1月12日，撤销乌依乡和浪珠乡，将原乌依乡和原浪珠乡所属行政区域划归拉果乡管辖。

## 行政区划
拉果乡下辖以下地区：
阿尔马之村、拉果村、休果村、布歪村和伟木村。